# Чугуїв (станція)
Чугу́їв — проміжна залізнична станція 3-го класу Куп'янської дирекції Південної залізниці на двоколійній електрифікованій постійним струмом (=3 кВ) лінії Зелений Колодязь — Коробочкине між колійними постами 50 км та 57 км. Розташована в місті однойменному місті Чугуївського району Харківської області.

## Історія
Станція відкрита 1895 року в складі лінії Основа — Куп'янськ.
20 грудня 1971 року здійснив перший рейс тестовий приміський електропоїзд електрифікованою дільницею Харків — Лосєве — Гракове.
2 березня 2022 року, в ході  повномасштабне російського вторгнення в Україну, зруйновано залізничний  міст через річку Сіверський Донець. Внаслідок чого рух поїздів між станціями Чугуїв та  Коробочкине тимчасово припинено до відновлення мосту.

## Пасажирське сполучення
На станції Чугуїв зупиняються пасажирські поїзди далекого та приміського сполучення.